# Erlanger Poet*innenfest

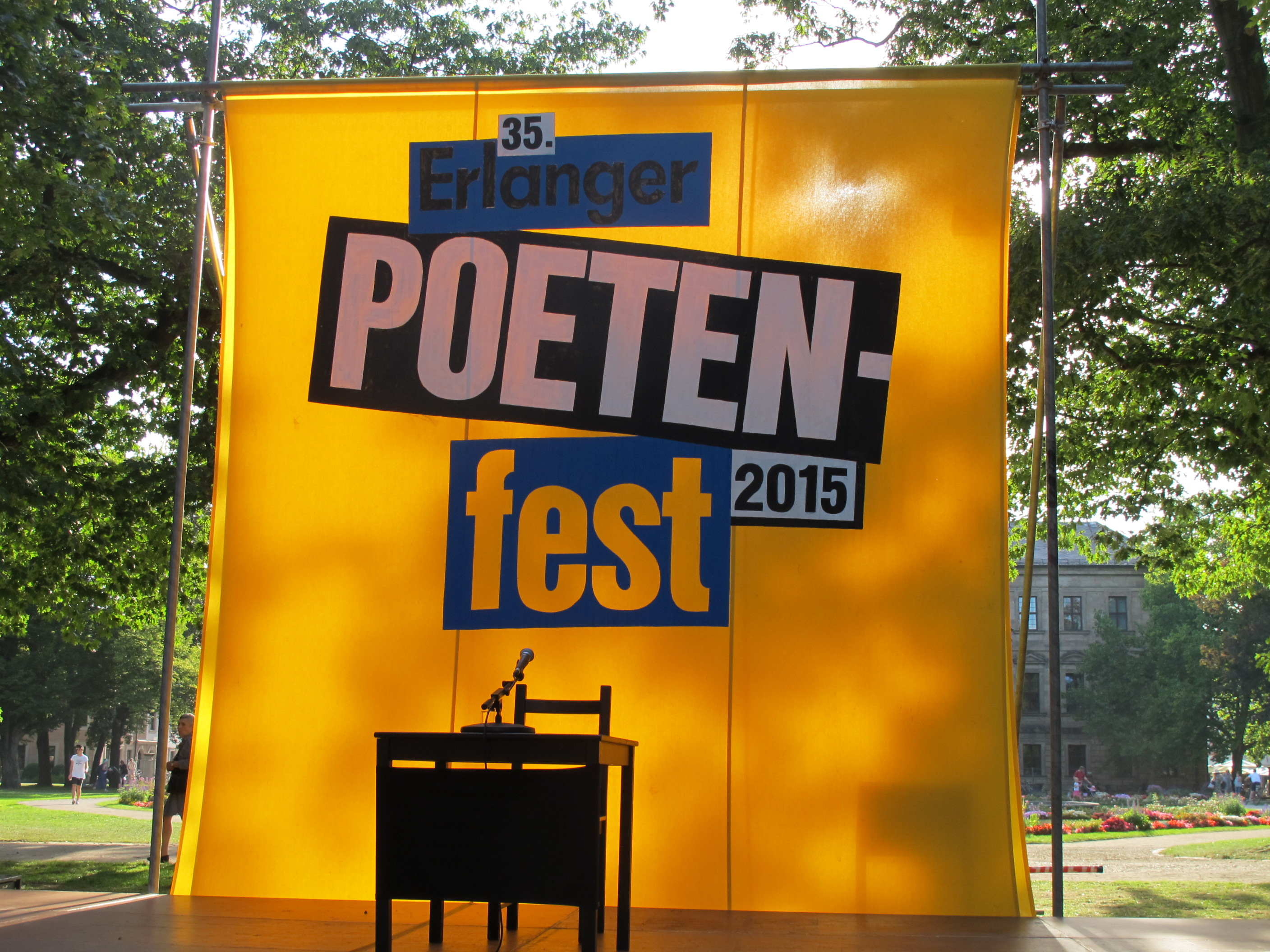
Hauptbühne des Erlanger Poetenfestes 2015

Das Erlanger Poet*innenfest, das bis 2022 Erlanger Poetenfest hieß,  ist ein deutsches Literaturfest, das seit 1980 jährlich in Erlangen stattfindet. Sein traditioneller Termin ist das letzte August-Wochenende; seit einigen Jahren erstreckt sich das Fest auf vier Tage (von Donnerstag bis Sonntag). Zentrum der Veranstaltungen war in den ersten Jahren der Erlanger Burgberggarten, seit Anfang der 1990er Jahre ist es der Schlossgarten.
Mittlerweile hat sich die durchschnittliche Gesamt-Besucherzahl bei 10.000 eingependelt.

## Konzeption
Das Erlanger Poetenfest ist im Vorfeld der Frankfurter Buchmesse positioniert und dient als Treffpunkt für Autoren, Publizisten und Kritiker, vor allem jedoch deren Kontakt mit dem Lesepublikum. Im Rahmen von Lesungen und Podiumsdiskussionen werden Neuerscheinungen auf dem Buchmarkt vorgestellt. Im Kalender des deutschen Literaturbetriebs gilt das Poetenfest als „Auftakt zum Bücherherbst“. Vorgestellt werden oft auch Texte, die noch nicht gedruckt oder ausgeliefert sind und dem allgemeinen Publikum erst Wochen später zur Frankfurter Buchmesse vorliegen werden.

## Geschichte
Das Poetenfest wurde durch den Leiter des Erlanger Kulturamts, Karl Manfred Fischer, konzipiert und fand unter seiner Leitung erstmals 1980 statt. Startete das Programm damals ganz klein mit elf Teilnehmern, so sind es heute in der Regel um die hundert. Der Veranstaltungsort im Burgberggarten erwies sich für die steigenden Zuschauerzahlen bald als zu klein, das Ausweichquartier im Kulturzentrum E-Werk lag etwa einen Kilometer entfernt. Im Jahr 1992 fiel das Poetenfest aus, weil die Stadt Erlangen die notwendigen Mittel nicht aufbringen konnte. Seit 1993 ist der Schlossgarten Schauplatz der Revue der Neuerscheinungen, von dort kann bei schlechtem Wetter in den nahen Redoutensaal ausgewichen werden. Für weitere Veranstaltungen und Ausstellungen stehen auch Räume im Schloss und seiner Orangerie zur Verfügung. Bis zu seiner Pensionierung 2002 blieb Karl Manfred Fischer Festivalleiter, seit 2003 organisiert Bodo Birk das Erlanger Poetenfest.
2020 feierte das Erlanger Poetenfest sein 40-jähriges Bestehen und ist eine der wenigen großen Literaturveranstaltungen, die wegen der COVID-19-Pandemie in diesem Jahr nicht abgesagt wurden. Allerdings musste wegen der Ansteckungsgefahr auf andere Veranstaltungsorte, wie den Heinrich Kirchner gewidmeten Skulpturengarten, ausgewichen werden. Das Programm selbst war jedoch nicht weniger reichhaltig als die Jahre davor.

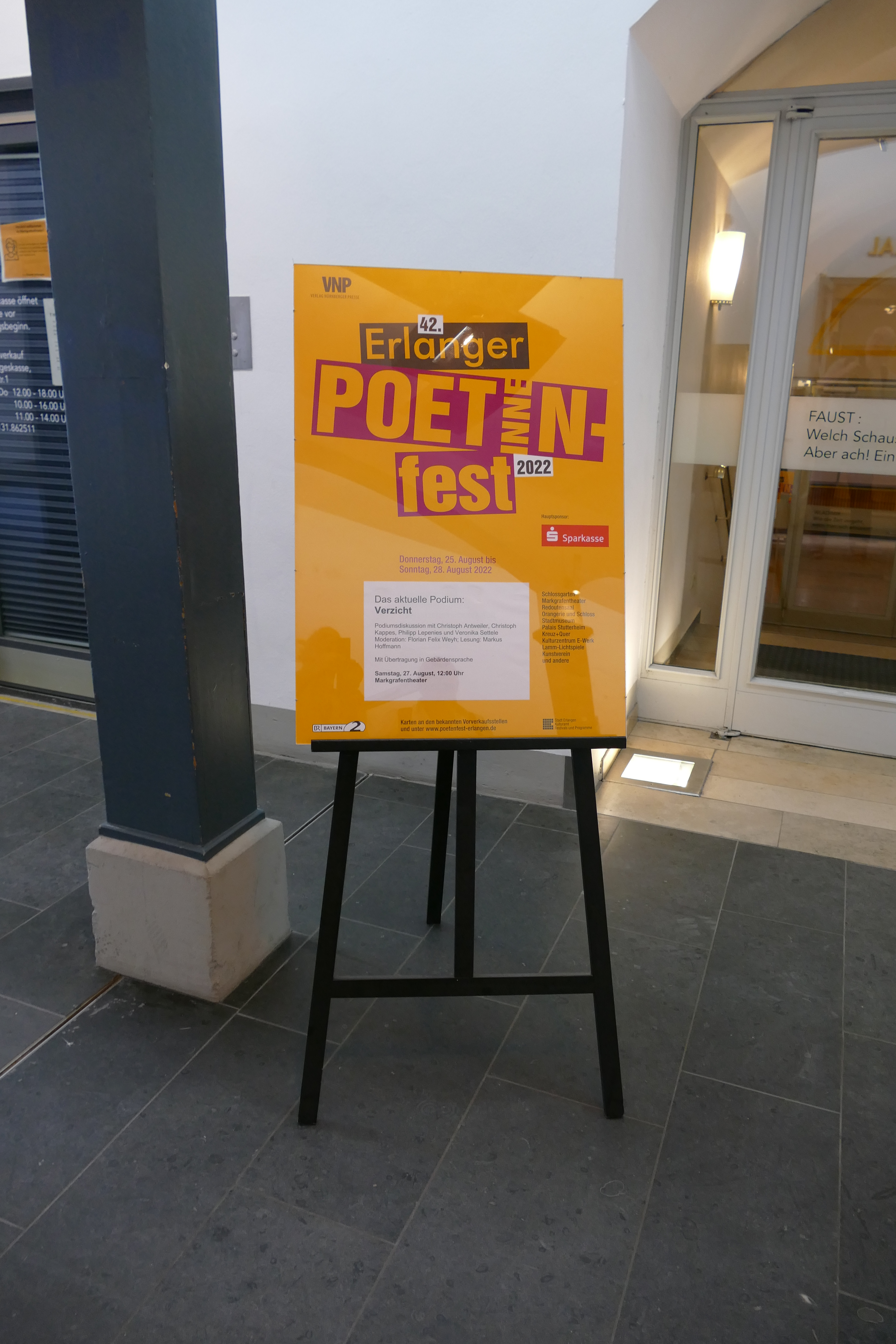
Das neugestaltete Logo des Erlanger PoetINNENfests

Seit 2022 wird der Name des Festivals gegendert und lautet nun Erlanger Poet*innenfest.

## Ablauf
Jedes Poetenfest besteht aus rund 100 Einzelveranstaltungen, die auf einem Raum von etwa einem Quadratkilometer stattfinden und sich oft überschneiden. Zum Auftakt am Donnerstag findet eine Abendveranstaltung statt. Am Freitag tagt die Übersetzer*innenwerkstatt, in der sich eine größere Runde prominenter Literaturübersetzer vor Publikum über aktuelle Projekte austauscht. Bisher zu Gast waren unter anderen Franz Josef Czernin, Ulrike Draesner, Burkhart Kroeber, Oskar Pastior und Friedhelm Rathjen.

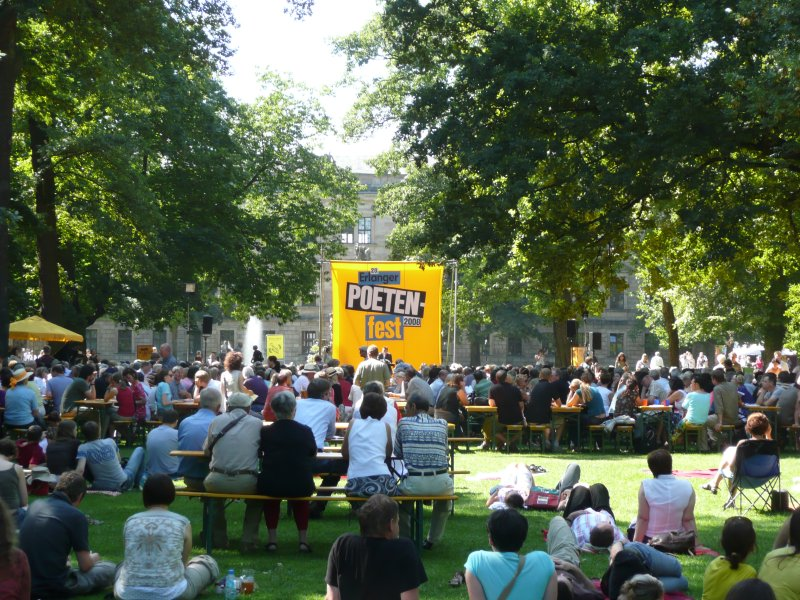
Lesemarathon im Schlossgarten

Am Samstag und Sonntag findet im Schlossgarten – bei Regen im angrenzenden Redoutensaal – die publikumsträchtigste (und keinen Eintritt kostende) Kernveranstaltung statt: die Revue der Neuerscheinungen, auch Lesemarathon genannt. Jeweils ein Dutzend Autoren lesen auf derselben Bühne nacheinander je eine halbe Stunde lang aus neuen Texten. Nach seiner Einzellesung begibt sich jeder Autor auf eine Nebenbühne, wo er – während auf dem Hauptpodium bereits der nächste liest – von einem Moderator interviewt wird. Seit einigen Jahren findet parallel hierzu ein Kinder-Podium statt, auf dem Kinderbuchautoren lesen.

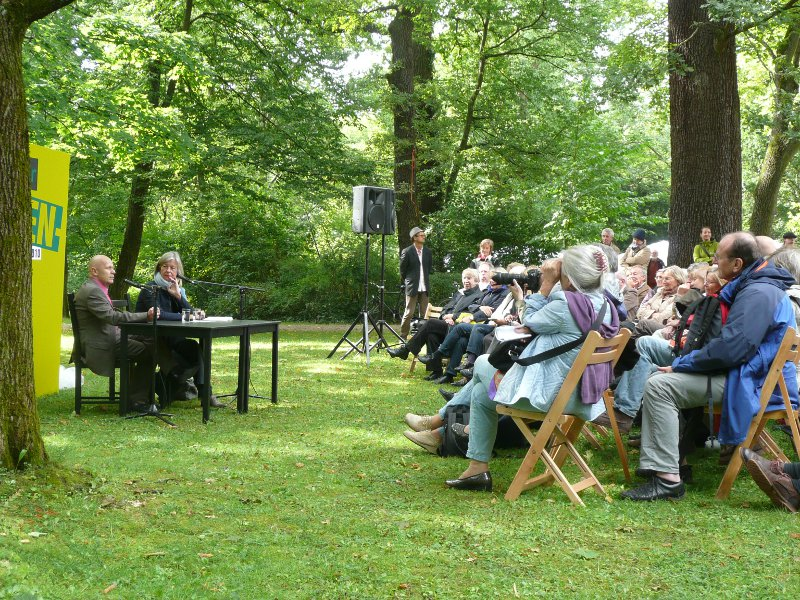
Georg Klein im Interview mit Verena Auffermann auf dem Nebenpodium 1 beim Poetenfest 2010

Tradition ist, dass unter den Revue-Autoren immer auch der Hauptgewinner oder die Hauptgewinnerin des jeweils letzten Klagenfurter Ingeborg-Bachmann-Wettbewerbs liest.
Der Freitag-, Samstag- und Sonntagabend sind Autorenporträts vorbehalten, die im benachbarten historischen Markgrafentheater stattfinden. Zwei deutsche und ein internationaler Star-Autor werden dabei von einem Moderator zu ihrem Leben und Werk befragt. Deutschsprachige Gäste waren bisher (unter vielen anderen) bereits H. C. Artmann, Hilde Domin, Günter Kunert, Friederike Mayröcker, Peter Rühmkorf und Wolf Wondratschek. Auf dem Podium International traten unter anderem Per Olov Enquist, Amos Oz, Ljudmila Ulizkaja und Leon de Winter auf.
Seit 2002 gibt es am Freitagabend ein literarisches Nachtprogramm – die Lange Nacht –, das ein junges, event-orientiertes Publikum ansprechen soll.
Am Sonntag finden überdies Podiumsdiskussionen statt, in denen über den Literaturbetrieb hinaus aktuelle gesellschaftliche Fragen verhandelt werden. Flankiert werden die Gesprächsveranstaltungen von Ausstellungen zu Kunst und Literatur. Seit 2008 werden bei der „Druck & Buch“ im Schloss oder im Kollegienhaus Künstler-Bücher von Kleinverlagen präsentiert.
Moderiert wurden und werden die Lesungen, Podien und Diskussionsrunden von Kritikern aus Radio und Presse, die auch an der Auswahl der literarischen Gäste beteiligt sind. Es waren beziehungsweise sind dies unter anderem Maike Albath, Verena Auffermann, Michael Braun, Anne-Dore Krohn, Dirk Kruse, Sigrid Löffler, Martin Lüdke, Wilfried F. Schoeller, Hajo Steinert, Florian Felix Weyh und Hubert Winkels.

## Erlanger Literaturpreis für Poesie als Übersetzung

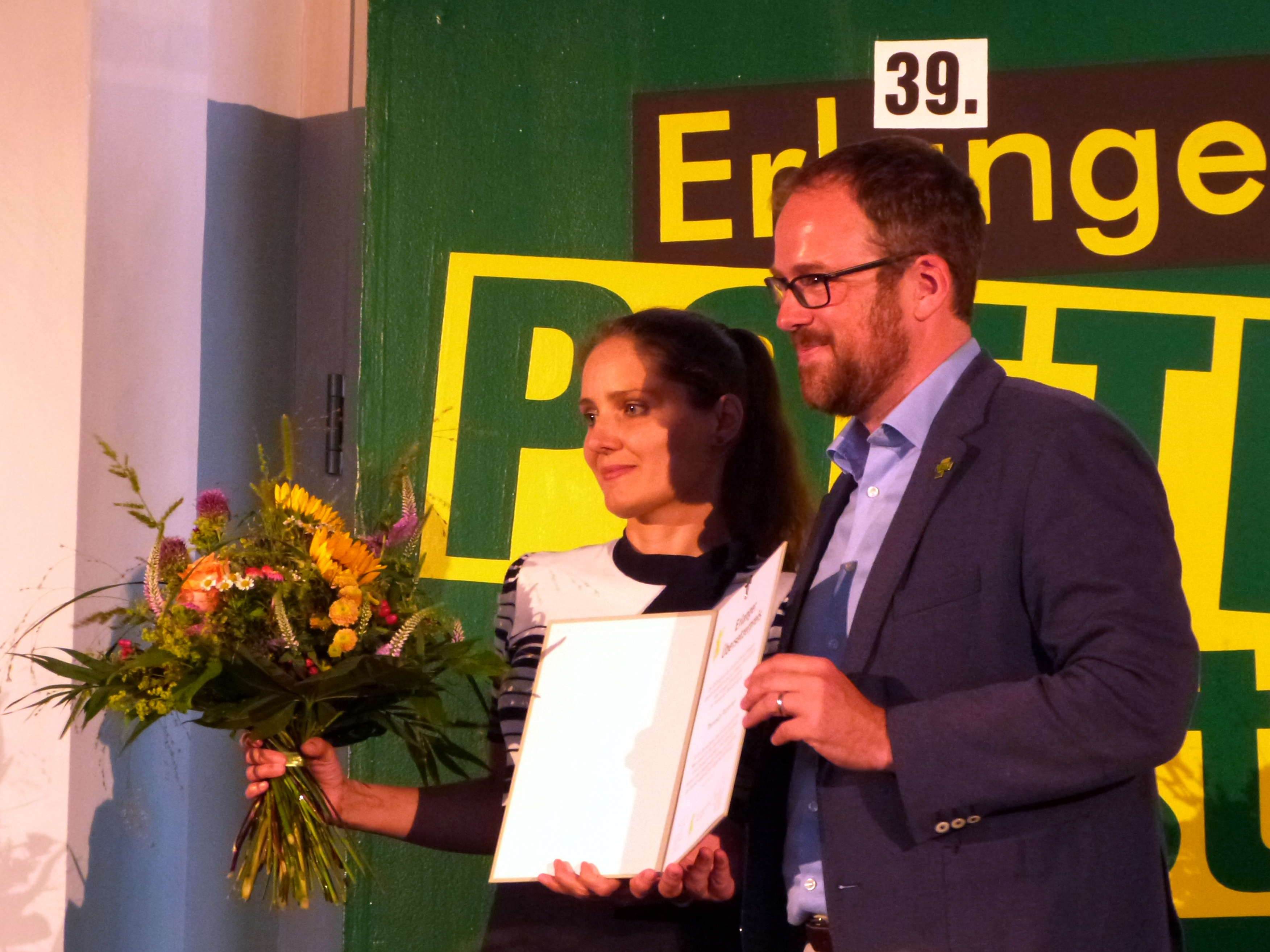
Theresia Prammer und OB Florian Janik bei der Preisvergabe 2019

Im Jahre 2005 wurde auf dem Poetenfest erstmals ein eigener Preis vergeben: der Erlanger Literaturpreis für Poesie als Übersetzung. Er würdigt poetologische Leistungen auf dem Gebiet der literarischen Übersetzung und wird alle zwei Jahre verliehen. Der Preis ist mit 10.000 Euro dotiert (Stand 2023).
Bisherige Preisträger waren:
- 2005 Felix Philipp Ingold
- 2007 Georges-Arthur Goldschmidt
- 2009 Barbara Köhler und Ulf Stolterfoht
- 2011 Elke Erb[6][7]
- 2013 Yōko Tawada[8]
- 2015 Uljana Wolf
- 2017 Dagmara Kraus
- 2019 Theresia Prammer[9]
- 2021 Orsolya Kalász und Monika Rinck[10]
- 2023 Christian Filips, Sonderpreis an Franz Josef Czernin[5]